# Eoporpita
L'eoporpita (gen. Eoporpita) è un enigmatico organismo estinto, i cui fossili sono stati ritrovati in vari giacimenti risalenti al Proterozoico superiore (Ediacarano, circa 550 milioni di anni fa), tra cui le Flinders Ranges in Australia e le rive del Mar Bianco in Russia.

## Descrizione
Come molte altre impronte fossili del Proterozoico, l'eoporpita aveva una forma tondeggiante e “medusoide”. Il disco centrale era circondato da una notevole quantità di elementi radiali grossomodo rettilinei, e intorno ad esso vi erano strutture interpretate come spessi e corti tentacoli; il corpo tondeggiante aveva un diametro variabile (di solito circa 6 centimetri). Altre impronte fossili relativamente simili sono state classificate come Mawsonites.

## Affinità
L'eoporpita è stata inizialmente interpretata come un medusoide, ma in seguito è stata accostata ai condroforini; questi animali sono rappresentati attualmente da creature simili a meduse tentacolare, in realtà composte da colonie di polipi, ognuno dei quali con una funzione specializzata nella nutrizione o nella riproduzione. Le colonie attuali sono galleggianti, e secondo questa interpretazione anche l'eoporpita doveva esserlo. Altri studiosi, invece, ritengono che i fossili possano appartenere a organismi che vivevano sul fondo del mare e non potevano muoversi, abbastanza simili agli attuali anemoni di mare.